# Eumorbaeschna
Eumorbaeschna – wymarły rodzaj ważek z podrzędu Epiprocta i infrarzędu różnoskrzydłych, jedyny z monotypowej rodziny Eumorbaeschnidae. Obejmuje dwa opisane gatunki. Żyły w jurze późnej na terenie obecnej Europy.

## Taksonomia
Pierwszy zaliczany obecnie do tego rodzaju gatunek opisał w 1932 roku Frank Morton Carpenter pod nazwą Cymatophlebia jurassica. W późniejszych latach należące doń skamieniałości często błędnie opisywano pod nazwą Morbaeschna muensteri, obecnie stanowiącą synonim Mesuropetala muensteri, gatunku należącego do innej rodziny – Mesuropetalidae. Monotypowy rodzaj Eumorbaeschna dla C. jurassica oraz monotypowa rodzina Eumorbaeschnidae wprowadzone zostały w 2001 roku przez Güntera Bechly’ego i innych.
Eumorbaeschna jurassica znana jest z 18 skamieniałości. Wszystkie odnaleziono w wapieniu z Solnhofen w południowych Niemczech. Pochodzą one z wczesnego tytonu w jurze późnej.
Drugi gatunek, Eumorbaeschna adriankini, opisany został przez Güntera Bechly’ego i Adriana Kina na podstawie pojedynczej skamieniałości odnalezionej na stanowisku Owadów–Brzezinki na południowym wschodzie województwa łódzkiego w Polsce. Pochodzi ona z późnego tytonu. Opis gatunku ukazał się w 2013 roku, po tragicznej śmierci drugiego z autorów, stąd Bechly zmienił pierwotnie planowany epitet gatunkowy na adriankini, celem uhonorowania współautora.

## Morfologia
Ważki te miały wydłużone pterostygmy o silnie rozwiniętych żyłkach wspierających. W przednim skrzydle odległość między nodusem a pterostygmą wynosiła u E. adriankini 11 mm, a u E. jurassica od 14 do 15 mm. Żyłek poprzecznych postnodalnych i postsubnodalnych było u E. adriankini od 7 do 8, a u E. jurassica od 10 do 11. Żyłka interradialna druga, gałęzie druga i 3/4 żyłki radialnej tylnej oraz żyłka medialna przednia były pofalowane. Przebieg żyłki interradialnej drugiej nie był równoległy do drugiej gałęzi żyłki radialnej tylnej – przestrzeń między nimi rozszerzała się w kierunku odsiebnym. Gałąź 3/4 żyłki radialnej tylnej biegła równolegle do żyłki medialnej przedniej aż po tylną krawędź skrzydła. Pomiędzy spłaszczonymi sektorem radialnym i sektorem medialnym znajdowały się dwie żyłki dodatkowe o prostym przebiegu, a za nimi pojedynczy szereg komórek. Trójkąt subdyskoidalny w przednim skrzydle był jednokomórkowy, a w tylnym dwukomórkowy.